# 茶屋町アイドルプラザ
茶屋町アイドルプラザ（ちゃやまちアイドルプラザ）はMBSラジオで2014年4月4日から9月26日まで、金曜日0時10分から1時00分（木曜深夜）に放送されていたご当地アイドルを取り上げた音楽バラエティ番組。

## 概要
毎日放送が2014年春に新館をオープンさせるにあたり、新たなオープンスタジオとして開設した「ちゃプラステージ（ちゃやまちプラザ、M館1階エントランスゾーンにある）」で公開録音を行った。関西を中心としたご当地アイドルのライブパフォーマンスや番組DJの学天即がアイドルの素顔に迫るトークセッションの模様を放送。同年5月からはゲスト出演のアイドルが毎回1組となり、ちゃプラステージでの公開録音の他に、スタジオで収録したトークも放送されていた。
ちゃプラステージでの公開録音は原則として隔週土曜日夕方に2週分行われ、一部の回を除いて自由に見学することができた（2014年4月のみ、毎週土曜日夕方に実施）。
2015年3月8日に、MBSサンデースペシャル枠内で『NEC presents MBSサンデースペシャル 帰ってきた茶屋町アイドルプラザ』として特番を放送。公開収録は2015年2月23日に事前応募による招待制で行われ、学天即と鈴木健太（当時MBSアナウンサー）がMCを務めた。

## 放送リスト
| 回 | 放送日        | 出演ゲスト | 公開録音日    | 備考 |
| -- | ------------- | --- | ------------- | --- |
| 1  | 2014年4月4日  | 吉本実憂・井頭愛海・籠谷さくら・田中珠里・長尾真実（X21、コメント出演） 佐藤綾乃・佐保明梨・新井愛瞳（アップアップガールズ（仮）、コメント出演） 清水佐紀・熊井友理奈（Berryz工房、コメント出演） 瀬戸光黄・雪村涼真（風男塾、コメント出演） | ---           | 「学天即 奥田修二 DDだけど中でも好きなのはこのアイドルだ!」を放送                                                                                   |
| 2  | 2014年4月11日 | 大阪DAIZY7 KOBerrieS♪ Le Siana | 2014年4月5日  | この回より、ちゃプラステージでの公開録音を放送 |
| 3  | 2014年4月18日 | JK21 SKETCH TAKE OFF | 2014年4月5日  | |
| 4  | 2014年4月25日 | Yes Happy! PassCode Vress | 2014年4月12日 | |
| 5  | 2014年5月2日  | ベイビーレイズ | 2014年4月26日 | この回より、出演ゲストは毎回1組 |
| 6  | 2014年5月9日  | キャラメル☆リボン | 2014年5月3日  | |
| 7  | 2014年5月16日 | NA-NA | 2014年5月3日  | |
| 8  | 2014年5月23日 | 山本真凜・小鷹狩百花・鈴木真梨耶（Cheeky Parade、コメント出演） いずこねこ | 2014年5月17日 | 番組初のソロアイドル（シンガーソングライター） この回より、「新・茶屋町アイドル辞典」開始 オタクロボット(通称：オダくん)初登場                      |
| 9  | 2014年5月30日 | Especia | 2014年5月17日 | 初のゲストバージョンの番組ジングル制作 |
| 10 | 2014年6月6日  | 横山由依・西野未姫（AKB48、コメント出演） あゆみくりかまき 夢眠ねむ（当時でんぱ組.inc、電話出演） | 2014年5月31日 | |
| 11 | 2014年6月13日 | FRUITPOCHETTE | 2014年5月31日 | |
| 12 | 2014年6月20日 | 吉川友 | 2014年6月14日 | |
| 13 | 2014年6月27日 | 渕上里奈 | 2014年6月14日 | |
| 14 | 2014年7月4日  | nanoCUNE | 2014年6月28日 | |
| 15 | 2014年7月11日 | まなみのりさ | 2014年6月28日 | |
| 16 | 2014年7月18日 | バクステ外神田一丁目 | 2014年7月5日  | 出演ゲスト1組による2週分収録 |
| 17 | 2014年7月25日 | バクステ外神田一丁目 | 2014年7月5日  | 出演ゲスト1組による2週分収録 |
| 18 | 2014年8月1日  | 寺嶋由芙 | 2014年7月12日 | |
| 19 | 2014年8月8日  | さんみゅ〜 | 2014年7月12日 | |
| 20 | 2014年8月15日 | choco☆milQ | 休止          | この回より、過去に出演したゲストのライブ音源のリクエストをオンエア                                                                                  |
| 21 | 2014年8月22日 | アゲぽよガールズ 天野なつ・坂井朝香・新木さくら（LinQ、コメント出演） | 休止          | |
| 22 | 2014年8月29日 | 佐藤綾里・関根梓（アップアップガールズ（仮）、コメント出演） けちょん・ももぴ・しふぉん（ゆるめるモ!、コメント出演） | 休止          | 「学天即 奥田のアイドル履歴書」を放送 |
| 23 | 2014年9月5日  | ライムベリー でんぱ組.inc（コメント出演） | 2014年8月30日 | |
| 24 | 2014年9月12日 | せのしすたぁ Nao☆・Megu・Kaede・冨永悠香・三ノ宮ちか・三瀬ちひろ・脇田もなり（Negipecia、コメント出演） | 2014年8月30日 | |
| 25 | 2014年9月19日 | WHY@DOLL 広沢麻衣・もえのあずき（バクステ外神田一丁目、コメント出演） | 2014年9月13日 | |
| 26 | 2014年9月26日 | THE ポッシボー | 2014年9月13日 | 過去に出演したゲストのライブ音源から、四条がバクステ外神田一丁目「バイトファイター」、奥田がベイビーレイズ「ぶっちゃけRock'n はっちゃけRoll」を選曲 |
| SP | 2015年3月8日  | Especia プラニメ FRUITPOCHETTE | 2015年2月23日 | ライブ音源は、公開収録終了後、参加者を対象に実施されたアンケートをもとに、各組2曲ずつオンエアされた                                                 |